# ICC Industries
ICC Industries este o companie din Statele Unite care este unul din cei mai mari producători și comercianți mondiali de produse chimice, mase plastice și produse farmaceutice.
Compania are sediul la New York și are o cifră de afaceri de 1,5 milarde de dolari.
ICC s-a înființat în anul 1950, ca o firmă de comerț iar în prezent deține circa 32 fabrici răspândite în toată lumea.
Este prezentă în comerțul cu materiale chimice, plastice, farmaceutice și gaze naturale, producția de rășini sintetice, producția de PVC, sodă caustică, EDC, arome și extracte vegetale și producția de produse pentru industria farmaceutică.
După mult timp fabrica Azur avea să revină familiei Farber. John J. Farber a revendicat dreptul asupra proprietății și a negociat cu statul român achiziționarea pachetului majoritar de acțiuni al Azur SA într-un moment dificil pentru compania timișoreană.
John J. Farber este legat de Timișoara și obișnuiește să vină o dată pe an în orașul natal. În urmă cu mai mulți ani a reușit să intre în posesia celei mai mari părți din palatul Neuhausz, din Cetate.
În 2013, John J. Farber a fost inclus în Forbes 400, adică printre primii 400 cei mai bogați americani, unul dintre cei 39 de americani născuți în afara Statelor Unite ale Americii de pe această listă.
Compania este prezentă și în România, unde deține producătorul de vopsele Azur Timișoara, cumpărat în 1998 de la Fondul Proprietății de Stat pentru suma de opt milioane de dolari.